# Romuald Pieńkowski (architekt)
Romuald Leopold Pieńkowski (ur. 31 października 1906 w Krakowie, zm. 31 sierpnia 1955 w Polanicy Zdroju) – architekt i urbanista. 

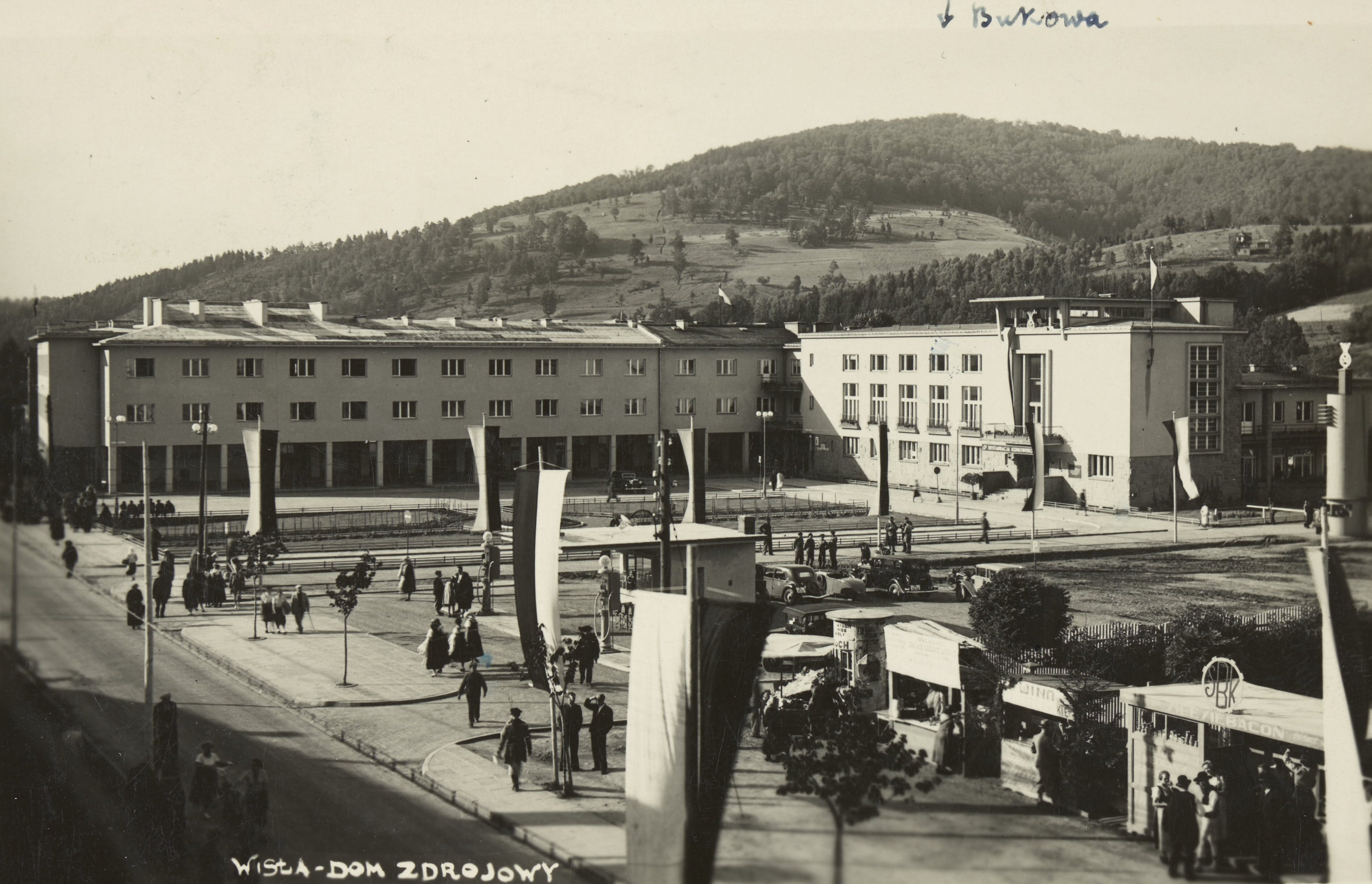
Dom Zdrojowy w Wiśle fotografia archiwalna z 1937

## Życiorys
Urodził się w rodzinie Stanisława, inżyniera kolejowego, i Romany z Maciejków. Ukończył gimnazjum w Częstochowie, gdzie w 1926 zdał egzamin maturalny o profilu matematyczno-przyrodniczym. W 1932 ukończył studia na Wydziale Architektury Politechniki Warszawskiej. Po studiach pracował m.in. w magistracie miasta Częstochowy (od 15 lipca do 15 października 1928), Biurze Technicznym Banku Polskiego (od 15 maja do 1 września 1929), Biurze Architektonicznym Ministerstwa Wyznań Religijnych i Oświecenia Publicznego (styczeń-lipiec 1931), w pracowniach Zdzisława Mączeńskiego, Jadwigi Dobrzyńskiej i Zygmunta Łobody, Piotra P. Kwieka (1889–1943) i in. Od maja do lipca 1933 praktykował w Biurze Regionalnym Warszawy. W MWRiOP pracował w Wydziale Budowli Szkolnych, współtworząc III album projektów szkół powszechnych. Od 15 listopada 1933 do maja 1937 pracował w Wydziale Komunikacyjno-Budowlanym Urzędu Wojewódzkiego Śląskiego jako urzędnik techniczny w Biurze Planu Regionalnego Zagłębia Górniczo-Hutniczego. Pracował również w firmie architektonicznej Tadeusza Michejdy. Był głównym projektantem planu miasta Lwowa oraz autorem planów miast Rybnika i Tarnowskich Gór (1933–1937). W latach 1935–1936 ze Stefanem Tworkowskim opracował plany budowy Domu Zdrojowego w Wiśle. Przed 1939 był rzeczoznawcą urbanistycznym Związku Miast Polskich.
Od 1945 działał głównie na Śląsku. W latach 1945–1948 przewodniczył Regionalnej Dyrekcji Planowania Przestrzennego. W 1949 był organizatorem Centralnego Biura Projektów Architektury i Budownictwa. W latach 1949–1955 pod jego kierunkiem został opracowany i zrealizowany pierwszy w Polsce projekt regionalnego planu zagospodarowania przestrzennego GOP.
Działacz śląskiego oddziału Stowarzyszenia Architektów Polskich: sekretarz ZO SARP (1934–1936), wiceprezes ZO SARP (1947–1949), prezes ZO SARP (1951–1953). W latach 1949–1951 był prezesem Towarzystwa Urbanistów Polskich.
Od 9 maja 1936 był mężem Elżbiety z Cieślów (1911–1994).
Zmarł w Polanicy Zdroju, spoczywa na cmentarzu Powązkowskim w Warszawie (kwatera 274-5-20,21).

## Ordery i odznaczenia
- Krzyż Kawalerski Orderu Odrodzenia Polski (11 lipca 1955)[1]

## Nagrody
- I nagroda (z Piotrem P. Kwiekiem) w konkursie na projekt szkicowy domu mieszkalnego w Kutnie (1933)[4]
- II nagroda (ze Stefanem Tworkowskim) za projekt konkursowy planu regulacji miasta Katowice (1935)[2]
- Nagroda Państwowa II stopnia za wybitne osiągnięcia w projektowaniu i realizacji układu urbanistycznego Górnośląskiego Okręgu Przemysłowego w minionym 10-leciu (1955)[7]